# Brachylinga concava
Brachylinga concava är en tvåvingeart som beskrevs av Webb 2006. Brachylinga concava ingår i släktet Brachylinga och familjen stilettflugor. Inga underarter finns listade.